# Чёрная олива
Чёрная олива (лат. Oliva oliva) — вид морских брюхоногих моллюсков из семейства Olividae, обитающий в Индо-Тихоокеанской области.

## Описание
Гладкая и блестящая раковина завёрнута короткими завитками. Длина составляет от 14 до 34 мм, диаметр — от 6 до 17 мм. Окраска раковины серовато-зелёная, белая.

## Распространение
Чёрная олива распространена в Индо-Тихоокеанской области. Моллюски живут на небольшой глубине на песчаном дне.